# Humán kromoszóma
Az alábbi ábra egy humán kariogramot, azaz egy ember kromoszómakészletét mutat. A számozott egységek az autoszomális kromoszómák, a jobb alsó kettő (X és Y) a gonoszómák, a nemi kromoszómák. A kromoszómák csíkozottsága a festési eljárásnak köszönhető, melyről bővebben a kromoszóma, kromatin cikkekben található bővebb információ.

## 1-es kromoszóma
- Az 1-es kromoszóma a legnagyobb az összes kromoszómánk közül 246 millió bázispárral.
- A sejtmag DNS-ének 8%-át teszi ki.
- Génjeinek száma 2100 és 2500 között van.
- Számos betegség ehhez a kromoszómához kapcsolódik.
- Mindenki két darab 1-es kromoszómával rendelkezik (egy anyai és egy apai eredetűvel).

## 2-es kromoszóma
- A 2-es kromoszóma 243 millió bázispár hosszú.
- A sejtmag DNS-ének 8%-át teszi ki.
- Génjeinek száma 1400 és 1800 között van.
- Számos betegség kapcsolódik ehhez a kromoszómához.
- Mindenki két darab 2-es kromoszómával rendelkezik (egy anyai és egy apai eredetűvel).

## 3-as kromoszóma
- A 3-as kromoszóma 200 millió bázispár hosszú.
- A sejtmag DNS-ének 6,5%-át teszi ki.
- Génjeinek száma 1100 és 1500 között van.
- Számos betegség kapcsolódik ehhez a kromoszómához.
- Mindenki két darab 3-as kromoszómával rendelkezik (egy anyai és egy apai eredetűvel).

## 4-es kromoszóma
- A 4-es kromoszóma 191 millió bázispár hosszú.
- A sejtmag DNS-ének 6%-át teszi ki.
- Génjeinek száma 800 és 1100 között van.
- Számos betegség kapcsolódik ehhez a kromoszómához.
- Mindenki két darab 4-es kromoszómával rendelkezik (egy anyai és egy apai eredetűvel).

## 5-ös kromoszóma
- Az 5-ös kromoszóma 180 millió bázispár hosszú.
- A sejtmag DNS-ének 6%-át teszi ki.
- Génjeinek száma 900 és 1300 között van.
- Számos betegség kapcsolódik ehhez a kromoszómához.
- Mindenki két darab 5-ös kromoszómával rendelkezik (egy anyai és egy apai eredetűvel).

## 6-os kromoszóma
- A 6-os kromoszóma 170 millió bázispár hosszú.
- A sejtmag DNS-ének 5.5-6%-át teszi ki.
- Génjeinek száma 1100 és 1600 között van.
- Számos betegség kapcsolódik ehhez a kromoszómához.
- Mindenki két darab 6-os kromoszómával rendelkezik (egy anyai és egy apai eredetűvel).

## 7-es kromoszóma
- A 7-es kromoszóma 158 millió bázispár hosszú.
- A sejtmag DNS-ének 5-5,5%-át teszi ki.
- Génjeinek száma 1000 és 1400 között van.
- Számos betegség kapcsolódik ehhez a kromoszómához.
- Mindenki két darab 7-es kromoszómával rendelkezik (egy anyai és egy apai eredetűvel).

## 8-as kromoszóma
- A 8-as kromoszóma 146 millió bázispár hosszú.
- A sejtmag DNS-ének 4.5-5%-át teszi ki.
- Génjeinek száma 700 és 1000 között van.
- Számos betegség kapcsolódik ehhez a kromoszómához.
- Mindenki két darab 8-as kromoszómával rendelkezik (egy anyai és egy apai eredetűvel).

## 9-es kromoszóma
- A 9-es kromoszóma 136 millió bázispár hosszú.
- A sejtmag DNS-ének 4-4,5%-át teszi ki.
- Génjeinek száma 800 és 1200 között van.
- Számos betegség kapcsolódik ehhez a kromoszómához.
- Mindenki két darab 9-es kromoszómával rendelkezik (egy anyai és egy apai eredetűvel).

## 10-es kromoszóma
- A 10-es kromoszóma 135 millió bázispár hosszú.
- A sejtmag DNS-ének 4-4,5%-át teszi ki.
- Génjeinek száma 800 és 1200 között van.
- Számos betegség kapcsolódik ehhez a kromoszómához.
- Mindenki két darab 10-es kromoszómával rendelkezik (egy anyai és egy apai eredetűvel).

## 11-es kromoszóma
- A 11-es kromoszóma 134 millió bázispár hosszú.
- A sejtmag DNS-ének 4-4,5%-át teszi ki.
- Génjeinek száma 1300 és 1700 között van.
- Számos betegség kapcsolódik ehhez a kromoszómához.
- Mindenki két darab 11-es kromoszómával rendelkezik (egy anyai és egy apai eredetűvel).

## 12-es kromoszóma
- A 12-es kromoszóma 132 millió bázispár hosszú.
- A sejtmag DNS-ének 4-4,5%-át teszi ki.
- Génjeinek száma 1000 és 1300 között van.
- Számos betegség kapcsolódik ehhez a kromoszómához.
- Mindenki két darab 12-es kromoszómával rendelkezik (egy anyai és egy apai eredetűvel).

## 13-as kromoszóma
- A 13-as kromoszóma 113 millió bázispár hosszú.
- A sejtmag DNS-ének 3.5-4%-át teszi ki.
- Génjeinek száma 300 és 700 között van.
- Számos betegség kapcsolódik ehhez a kromoszómához.
- Mindenki két darab 13-as kromoszómával rendelkezik (egy anyai és egy apai eredetűvel).

## 14-es kromoszóma
- A 14-es kromoszóma 105 millió bázispár hosszú.
- A sejtmag DNS-ének 3-3,5%-át teszi ki.
- Génjeinek száma 700 és 1200 között van.
- Számos betegség kapcsolódik ehhez a kromoszómához.
- Mindenki két darab 14-es kromoszómával rendelkezik (egy anyai és egy apai eredetűvel).

## 15-ös kromoszóma
- A 15-ös kromoszóma 100 millió bázispár hosszú.
- A sejtmag DNS-ének 3-3,5%-át teszi ki.
- Génjeinek száma 700 és 900 között van.
- Számos betegség kapcsolódik ehhez a kromoszómához.
- Mindenki két darab 15-ös kromoszómával rendelkezik (egy anyai és egy apai eredetűvel).

## 16-os kromoszóma
- A 16-os kromoszóma 90 millió bázispár hosszú.
- A sejtmag DNS-ének 3%-át teszi ki.
- Génjeinek száma 850 és 1200 között van.
- Számos betegség kapcsolódik ehhez a kromoszómához.
- Mindenki két darab 16-os kromoszómával rendelkezik (egy anyai és egy apai eredetűvel).

## 17-es kromoszóma
- A 17-es kromoszóma 81 millió bázispár hosszú.
- A sejtmag DNS-ének 2-2,5%-át teszi ki.
- Génjeinek száma 1200 és 1500 között van.
- Számos betegség kapcsolódik ehhez a kromoszómához.
- Mindenki két darab 17-es kromoszómával rendelkezik (egy anyai és egy apai eredetűvel).

## 18-as kromoszóma
- A 18-as kromoszóma 76 millió bázispár hosszú.
- A sejtmag DNS-ének 2,5%-át teszi ki.
- Génjeinek száma 300 és 400 között van.
- Számos betegség kapcsolódik ehhez a kromoszómához.
- Mindenki két darab 18-as kromoszómával rendelkezik (egy anyai és egy apai eredetűvel).

## 19-es kromoszóma
- A 19-es kromoszóma 63 millió bázispár hosszú.
- A sejtmag DNS-ének 2-2,5%-át teszi ki.
- Génjeinek száma 1300 és 1700 között van.
- Számos betegség kapcsolódik ehhez a kromoszómához.
- Mindenki két darab 19-es kromoszómával rendelkezik (egy anyai és egy apai eredetűvel).

## 20-as kromoszóma
- A 20-as kromoszóma 63 millió bázispár hosszú.
- A sejtmag DNS-ének 2-2,5%-át teszi ki.
- Génjeinek száma 600 és 800 között van.
- Számos betegség kapcsolódik ehhez a kromoszómához.
- Mindenki két darab 20-as kromoszómával rendelkezik (egy anyai és egy apai eredetűvel).

## 21-es kromoszóma
- A 21-es kromoszóma 47 millió bázispár hosszú.
- A sejtmag DNS-ének 1,5%-át teszi ki.
- Génjeinek száma 200 és 400 között van.
- Számos betegség kapcsolódik ehhez a kromoszómához.
- Mindenki két darab 21-es kromoszómával rendelkezik (egy anyai és egy apai eredetűvel).

## 22-es kromoszóma
- A 22-es kromoszóma 49 millió bázispár hosszú.
- A sejtmag DNS-ének 1.5-2%-át teszi ki.
- Génjeinek száma 500 és 800 között van.
- Számos betegség kapcsolódik ehhez a kromoszómához.
- Mindenki két darab 22-es kromoszómával rendelkezik (egy anyai és egy apai eredetűvel).

## X-kromoszóma
- Az X kromoszóma 153 millió bázispár hosszú.
- A sejtmag DNS-ének 5%-át teszi ki.
- Génjeinek száma 900 és 1200 között van.
- Számos betegség kapcsolódik ehhez a kromoszómához.
- A nők két darab X kromoszómával rendelkeznek (egy anyai és egy apai eredetűvel).
- A férfiaknak egy X kromoszómájuk van, amely kizárólag anyai eredetű lehet.

## Y-kromoszóma
- Az Y-kromoszóma 50 millió bázispár hosszú.
- A sejtmag DNS-ének 1.5-2%-át teszi ki.
- Génjeinek száma 70 és 300 között van.
- Számos betegség kapcsolódik ehhez a kromoszómához.
- A nőknek nincs Y-kromoszómájuk.
- A férfiaknak egy Y-kromoszómájuk van, amely kizárólag apai eredetű lehet.